# Giuseppe Minardi
Pour les articles homonymes, voir Minardi (homonymie).
Giuseppe Minardi né le 18 mars 1928 à Solarolo, dans la province de Ravenne en Émilie-Romagne et mort le 21 janvier 2019 à Faenza, est un coureur cycliste italien des années 1950.

## Biographie
Professionnel de 1949 à 1958, Giuseppe Minardi a notamment remporté le Tour de Lombardie et six étapes du Tour d'Italie.
Minardi, surnommé "Pipaza", remporte en 1949 chez les amateurs le Milan-Rapallo, le Trofeo Matteotti (ouvert cette année aux amateurs) et le Tour de Romagne de la catégorie. Il fait ensuite le grand saut parmi les professionnels à l'occasion du Tour de Lombardie 1950 et obtient sa première victoire en tant que professionnel en 1951 au Tour d'Italie. En 1952, il remporte le Tour de Lombardie et perd pour seulement un demi-point le titre de champion d'Italie, se classant deuxième derrière Gino Bartali.

## Palmarès

### Palmarès amateur
- 1948
  - Coppa San Bernardino

- 1949
  - Trophée Matteotti
  - Milan-Rapallo
  - Tour de Romagne amateurs

### Palmarès professionnel
- 1950
  - 8e du Tour de Lombardie

- 1951
  - 10e étape du Tour d'Italie
  - Trophée Baracchi (avec Fiorenzo Magni)
  - 2e du Tour de Toscane
  - 2e du Tour de Lombardie
  - 8e du championnat du monde sur route

- 1952
  - Tour de Campanie
  - 15e étape du Tour d'Italie
  - Trois vallées varésines
  - Tour de Lombardie
  - 2e de Milan-San Remo
  - 2e du Tour d'Émilie
  - 2e du championnat d'Italie sur route
  - 2e du Tour des Apennins
  - 2e du Trophée Baracchi
  - 3e du Tour de Romagne
  - 3e du Tour de la province de Reggio de Calabre
  - 3e du Grand Prix de la Méditerranée
  - 10e du championnat du monde sur route

- 1953
  - 2ea étape de Rome-Naples-Rome
  - 6e étape du Tour d'Italie
  - 2e de Sassari-Cagliari
  - 2e de Milan-San Remo

- 1954
  - Tour de la province de Reggio de Calabre
  - Tour de Romagne
  - 21e étape du Tour d'Italie
  - 3e du championnat d'Italie sur route
  - 3e des Trois vallées varésines

- 1955
  - 14e étape du Tour d'Italie
  - Tour du Piémont
  - Trophée Matteotti
  - 2e du championnat d'Italie sur route
  - 3e des Trois vallées varésines

- 1956
  - Tour de la province de Reggio de Calabre
  - 2eb (contre-la-montre par équipes) et 5e étapes du Tour d'Italie
  - 2e du Tour de Romagne
  - 3e des Trois vallées varésines

## Résultats sur les grands tours

### Tour de France
1 participation
- 1953 : abandon (5e étape)

### Tour d'Italie
8 participations
- 1950 : 55e
- 1951 : 46e, vainqueur de la 10e étape
- 1952 : 18e, vainqueur de la 15e étape
- 1953 : abandon, vainqueur de la 6e étape
- 1954 : abandon, vainqueur de la 2e étape,  maillot rose pendant 3 jours
- 1955 : 24e, vainqueur de la 14e étape
- 1956 : abandon (19e étape), vainqueur des 2eb (contre-la-montre par équipes) et 5e étapes
- 1957 : abandon (6ea étape)